# Centaurea paulini
Centaurea paulini là một loài thực vật có hoa trong họ Cúc. Loài này được Maire & Sennen mô tả khoa học đầu tiên năm 1933.